# Pierre Schwinté
Pierre Schwinté (* 6. März 1922 in Strasbourg; † 11. März 2000 ebenda), in deutschsprachigen Druckwerken meist Pierre Schwinte geschrieben, war ein französischer Fußballschiedsrichter, der unter anderem bei den Olympischen Spielen 1960 sowie bei den Weltmeisterschaftsendrunden 1962 und 1966 zum Einsatz kam.

## Karriere
Im französischen Profiligenfußball kam Pierre Schwinté ab der Saison 1951/52 in der zweiten und der ersten Division zum Einsatz. Bis zum Ende seiner Laufbahn (1967) leitete er 74 Zweit-, 234 Erstliga- sowie 36 Hauptrundenspiele im Landespokalwettbewerb; darunter waren auch das Pokalendspiel 1963 sowie dessen Wiederholungsmatch. Hinzu kamen Spielleitungen im Ausland, beispielsweise in der griechischen Liga.
Ab 1958 leitete er auch Länderspiele und vertrat Frankreich 1960 beim olympischen Fußballturnier in Rom, wo er Schiedsrichter des Vorrunden-Gruppenspiels Italien gegen Brasilien war. Zwei Jahre später reiste er zur Weltmeisterschaft nach Chile, wo die FIFA ihn bei je einer Vorrundenbegegnung als Schieds- (Brasilien gegen Tschechoslowakei) und als Linienrichter (Brasilien gegen Mexiko) einsetzte. Aufgrund der dabei gezeigten Leistungen fand er auch noch Berücksichtigung als „23. Mann“ des Viertelfinalspiels zwischen Brasilien und England.
Auch 1966 nahm Schwinté, nach Karriereende seines Landsmannes Maurice Guigue unangefochten Frankreichs Spitzenreferee, an der Weltmeisterschaft teil. In England fungierte er als Schiedsrichter bei Nordkoreas 1:0-Vorrundensieg über Italien und zudem in der Halbfinalpartie zwischen England und Portugal, in der laut Hardy Grüne „Schwinte bei einem Handspiel von Stiles im Strafraum beide Augen zudrückte“, Dazu kamen zwei Einsätze als Linienrichter, nämlich in der Vorrunde (Sowjetunion gegen Chile) sowie bei dem denkwürdigen Viertelfinalmatch Portugal gegen Nordkorea, das die Portugiesen nach frühzeitigem 0:3-Rückstand noch mit 5:3 für sich entscheiden konnten.
Für die beiden Europameisterschaftsendrunden während seiner Zeit (1960 in Frankreich und 1964 in Spanien) wurde Schwinté hingegen nicht berufen; allerdings leitete er Ende 1963 das erste der drei Viertelfinalspiele (Endstand 3:3) zwischen Luxemburg und Dänemark. Von den Nationalmannschaften aus dem deutschsprachigen Raum pfiff der Elsässer besonders häufig bei Freundschaftsspielen der Österreicher, und die allesamt auswärts: 1959 beim 3:6 gegen Spanien, 1960 den 2:1-Sieg gegen Italien sowie 1962 und 1965 jeweils gegen England (1:3 und 3:2). Auch die Eidgenossen (1:1 in Belgien, 1966) machten mit Schwinté Bekanntschaft, nicht jedoch die westdeutsche Elf.
In den internationalen Pokalwettbewerben für Vereinsmannschaften leitete Pierre Schwinté ebenfalls eine Reihe entscheidender Spiele mit hochkarätigen Teilnehmern. Zu den Höhepunkten auf diesem Niveau gehörten (in chronologischer Reihenfolge) das Final-Rückspiel AS Rom gegen Birmingham City beim Messestädte-Pokal 1960/61, das erforderlich gewordene, im Pariser Prinzenpark ausgetragene Entscheidungsspiel zwischen Real Madrid und Juventus Turin im Viertelfinale des Europapokals der Landesmeister 1961/62, das Final-Rückspiel um den Weltpokal 1962 (Benfica Lissabon gegen den FC Santos mit drei Toren von Pelé und einem von Eusébio) und schließlich das Endspiel um den Europapokal der Pokalsieger 1965/66 zwischen Borussia Dortmund und dem FC Liverpool, in dem die Borussen sich nach Verlängerung mit 2:1 durchsetzten.
Schwinté galt als ein Schiedsrichter, der das Spiel gerne laufen ließ und bei Regelverstößen die persönliche Ermahnung des „Sünders“ bevorzugte; so hat er in fast 400 Begegnungen insgesamt nur fünf Spieler des Feldes verwiesen. Seine Pfeife blieb allerdings auch bei einem Foul stumm, das im Frühjahr 1960 Fußballgeschichte schrieb, weil es die Karriere der erst 26-jährigen „nationalen Mittelstürmer-Ikone“ Just Fontaine von Stade Reims aufgrund einer doppelten Fraktur des Schien- und Wadenbeins frühzeitig beendete. Dafür hatte Pierre Schwinté den Verursacher, Sékou Touré vom FC Sochaux, nicht einmal verwarnt.
Nach Beendigung seiner aktiven Zeit betätigte Pierre Schwinté sich in verschiedenen Funktionen beim elsässischen Fußballverband, der Ligue d’Alsace de Football Association, unter anderem als Präsident der Kommission für Öffentlichkeitsarbeit. Außerdem förderte er den jungen Robert Wurtz intensiv – Wurtz selbst spricht davon, dass Schwinté sich mindestens einmal pro Woche mit ihm traf, um ihn theoretisch wie praktisch zu schulen –, der sich zu einem Spitzenschiedsrichter entwickelte. In der LAFA überwarf Pierre Schwinté sich allerdings um 1970 mit deren damaligem Vorsitzenden und trug maßgeblich zu dessen erzwungenem Rücktritt bei. 1971 veröffentlichte er als Co-Autor das Lehrbuch L’arbitrage du football.